# 阿里努斯
阿里努斯是巴西米纳斯吉拉斯州的一个市镇。总面积5322.795平方公里，总人口17592人，人口密度3.3人/平方公里。